# Aleksander Jerzy Puzyna
Aleksander Jerzy Puzyna herbu Oginiec (zm. w 1702 roku) – chorąży upicki w latach 1671–1702, cześnik nowogródzki w 1658 roku.
Poseł sejmiku upickiego na sejm zwyczajny 1692/1693 roku.
Był elektorem Jana III Sobieskiego z powiatu upickiego w 1674 roku.